# 夏宇童
夏 宇童（シャー・ユートン 、英語名:レン・シャー、1988年8月19日 - ） は台湾新竹県五峰郷のタイヤル族出身の歌手、女優。タイヤル族での名前は吉娃斯（Jiwasi）。

## 来歴
台北市私立靜修女子中学校を卒業後、世新大学に進学している。歌手としてデビューし、後に女優として活動を始めた。音楽番組で 、DJを務めたこともある。
初期には小米という芸名で活動していたが、映画『海角七号 君想う、国境の南』の挿入歌を歌った頃から夏宇童の名前を使っている。2009年7月に映画の主題歌など6曲を含むデビューアルバム (ミニ・アルバム)「雨瞳」を発売した。
2010年4月から9月までフジテレビ系全国ネットで放送された深夜ドラマ『東京リトル・ラブ』でヒロインのリリィ (謝俐心) を演じた。
2025年3月3日、孫協志と入籍した。

## 出演作品

### ドラマ
- 東京リトル・ラブ（2010年）- 謝俐心（リリィ）役